# Panthera onca mesembrina
El jaguar patagónico o pantera patagónica (Panthera onca mesembrina), es una subespecie extinta de jaguar, y endémica de América durante el Pleistoceno  Su hábitat se extendía principalmente en la Patagonia, desde la Región de Magallanes del sur de Chile. Se conoce por varios ejemplares fragmentarios, el primero de los cuales fue encontrado en 1899 en la "Cueva del Milodón" en Chile. Estos fósiles fueron referidos a un nuevo género y especie "Iemish listai" por el naturalista Santiago Roth, quien pensó que podrían ser los huesos del iemisch mitológico del folclore tehuelche. Una expedición posterior recuperó más huesos, incluido el cráneo de un macho grande que fue descrito en detalle por Ángel Cabrera en 1934. Cabrera creó un nuevo nombre para los restos del félido gigante, Panthera onca mesembrina, después de darse cuenta de que sus fósiles eran casi idénticos a jaguares modernos. La validez de esta subespecie es discutida por algunos paleontólogos, en 2017 se reportó que los fósiles de este gran félido, en realidad serían restos del extinto león americano, Panthera atrox.

## Morfología
Dos especímenes fueron analizados por Legendre y Roth para determinar su peso corporal. El primer espécimen se estimó es un peso de 46,3 kg. El segundo fue estimado en 129,1 kg.

## Distribución fósil
Este carnívoro es el que está mejor representado en los sitios arqueológicos y paleontológicos de Cerro Benítez, Chile. Probablemente, las cuevas eran parte importante de su hábitat, donde trasladaba partes de sus presas tales como milodones, caballos y camélidos.Se han encontrado fósiles en la Cueva del Milodón (Chile), Piauí (Brasil) y tan al norte como el condado de Adams (Washington) (Estados Unidos).